# Nessaea aglaura
Nessaea aglaura is een vlinder uit de familie Nymphalidae. De wetenschappelijke naam van de soort is voor het eerst geldig gepubliceerd in 1848 door Edward Doubleday.
Deze vlinder is, tot op heden, het enige gekende organisme dat in staat is een blauw pigment te produceren.